# Ramna
Ramna é uma comuna romena localizada no distrito de Caraș-Severin, na região de Banato. A comuna possui uma área de 99.10 km² e sua população era de 1630 habitantes segundo o censo de 2007.